# 北村沙織
北村 沙織（きたむら さおり・1992年〈平成4年〉5月24日 - ）は、日本の女性タレント、モデル、元レースクイーン。
岐阜県大垣市出身。元オスカープロモーション所属で、現在はHONESTに所属している。愛称は「ちゃんぐ」。

## 来歴
中部学院大学短期大学部社会福祉学科卒業。岐阜美少女図鑑のモデルを経て、2015年に名古屋のSISTERMANAGEMENTに所属。釣りビジョンの「釣りはじめます!」（岐阜編）や東京オートサロン等のイベントに出演する。
その後紆余曲折を経て2018年8月にオスカープロモーションへ移籍。2019年、エヴァンゲリオンレーシングレースクイーンの式波・アスカ・ラングレー役としてレースクイーン活動を行った。
2021年8月1日付をもってオスカープロモーションを退所し、同年8月27日、HONESTへ移籍したことをSNSで発表。

## 人物
- 父親が日本人、母親がフィリピン人のハーフ[11]。
- 趣味：ラーメンめぐり/喫茶店めぐり、特技：タガログ語（片言）[4]
- 資格：普通自動車、介護福祉士(国家資格)[5]

## 出演

### TV
- 「M-1グランプリ」（テレビ朝日、2019年・2020年） - アシスタント[注 1]
- 「一夜づけ」（テレビ東京、2018年）6期生
- 「歌のゴールデンヒット-青春のアイドル50年間-」（TBS、2018年）再現VTR：ピンクレディー ケイ 役
- インフォマーシャル「全力坂」（テレビ朝日、2017年）
- お正月特番「釣りはじめます」（釣りビジョン、2016年）
- 「一個だけイエロー」（名古屋テレビ、2015年）
- 「釣りはじめます!」岐阜編（釣りビジョン、2015年10月25日）[8]

### CM
- TVCM「埼玉新卒応援ハローワーク」（テレビ埼玉、2017年）

### ショー
- ヘアショー「LOOP in JAPAN」（2017年）
- STYLING COLLECTION 2015（2015年）
- 千年大賞 ヒロミチナカノ コレクション（2014年）

### イベント
- 東京モーターショー2015 豊田合成ブースモデル（2015年）[13]
- 東京オートサロン2016 DAIHATSUブースモデル（2016年）[14]
- 大阪オートメッセ2016 DAIHATSUブースモデル（2016年）[14]
- 名古屋オートトレンド2016 DAIHATSUブースモデル（2016年）[14]
- 東京モーターショー2017 ISUZUブースモデル（2017年）[15]
- 東京オートサロン2020 SUZUKIブースモデル（2020年）[注 2]
- 大阪オートメッセ2020 SUZUKIブースモデル（2020年）[注 2]

### レースクイーン
- エヴァンゲリオンレーシングレースクイーン2019 - 式波・アスカ・ラングレー 役

### WEB
- 東建コーポレーション 「ホームメイト・リサーチ」（2016年）
- PALEMO（2014年）レギュラーモデル

### スチール
- 「京王聖蹟桜ヶ丘ショッピングセンター」35周年記念キャンペーンモデル（2021年）[17]
- 「すき家」アルバイト募集広告のモデル (2019年) [18]
- イオンモール鳥取北 (2016年)
- SSK「スポーツウェアカタログ A/W」 (2015年)
- milche「全国ポスター A/W」 (2015年)
- ゆめタウン (2014年)

### ラジオ
- 「バレンタインステーション」（ぎふチャンラジオ、2015年2月14日）パーソナリティ[19]